# Narodnaja volja

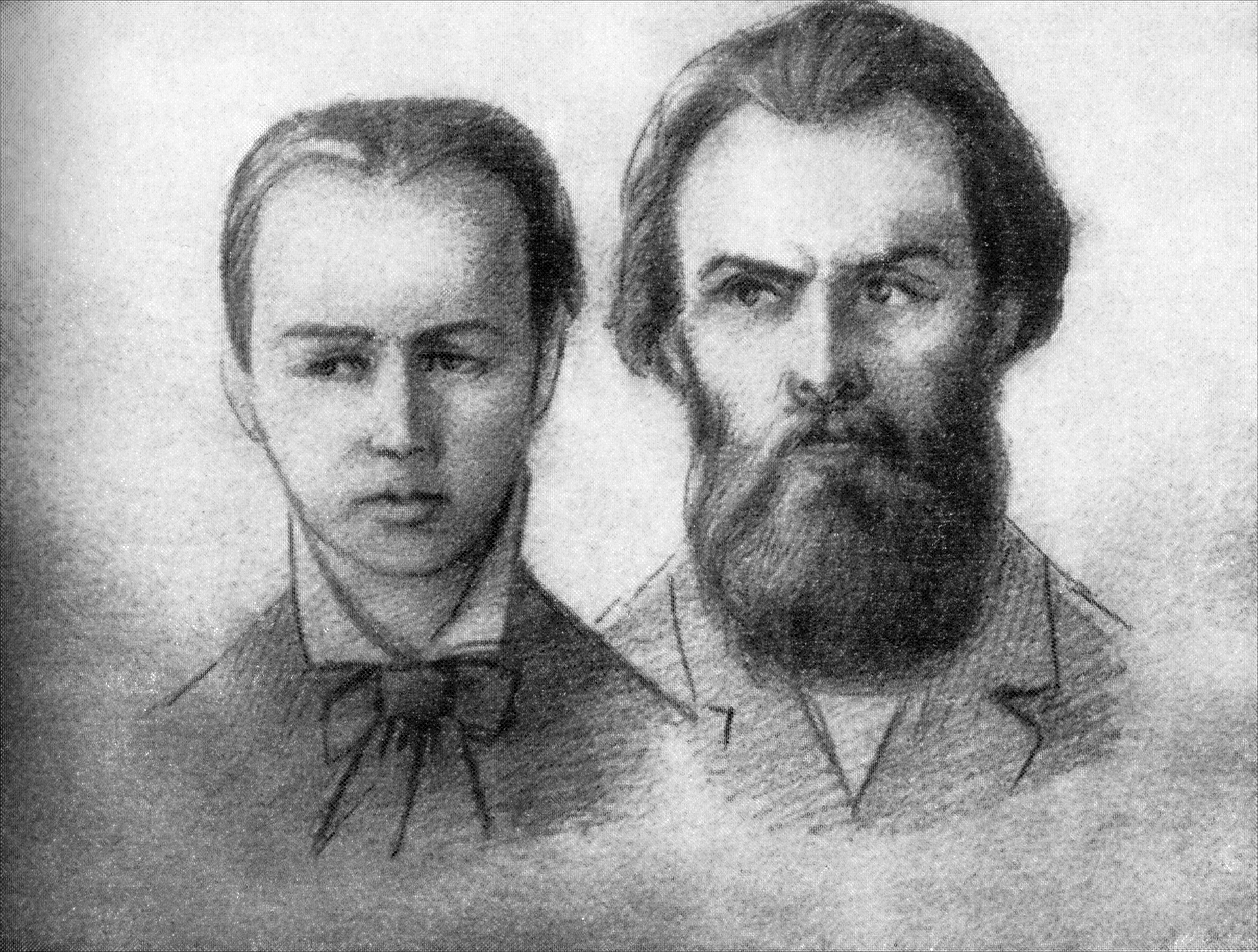
Dva z atentátníků Sofie Perovská a Andrej Željabov při soudním procesu, jenž nad nimi vynesl tresty smrti

Narodnaja volja (rusky: Наро́дная во́ля, česky: Svoboda lidu) byla ruská levicová teroristická organizace, vzniklá na konci sedmdesátých let devatenáctého století rozštěpením organizace Půda a svoboda. Je známá úspěšným atentátem na cara Alexandra II. V letech 1879 až 1885 vydávala ilegální noviny Narodnaja volja. Její program byl směsicí demokratických a socialistických reforem.

## Cíle organizace
Jednalo se o ruskou levicovou teroristickou organizaci, jejímž předchůdcem byla skupina s názvem Zemlja i volja, česky Půda a svoboda, která byla založena roku 1876. Tato organizace byla ustavena v Petrohradě a svůj vliv od roku 1878 zvyšovala i vydáváním periodika s názvem Zemlja i volja. Hlavním orgánem spolku byl takzvaný Základní kroužek, který se skládal ze 45 lidí. Celkový počet sympatizantů nebyl větší než 200.
Svojí propagandu dokázala šířit na značně velkém území Ruského impéria. Kromě Petrohradu se snažili členové této skupiny působit hlavně v oblastech jižního Ruska a Povolží. Tyto oblasti byly považovány za místa s revolučním potenciálem. Organizace se snažila svou propagandu cílit především na vesnické obyvatelstvo, ale do jejího zorného pole se dostávali i studenti univerzit. Zajímavá byla taktika tohoto spolku. Členové organizace se měli stěhovat mezi vesničany a přímo na místě připravovat mužiky k revoluci. Agitátoři z měst ale nebyli vesnickým obyvatelstvem přijímáni, protože mužici byli pevně zakořeněni ve feudálním světě. Představy členů organizace o existenci socialistického cítění u prostého vesničana se rozplynuly.
Narodnaja volja bojovala proti samoděržaví a mezi její požadavky patřilo svolání ústavodárného shromáždění, zavedení univerzálního volebního práva, zastupitelské demokracie, svobody projevu, tisku a shromažďování, nahrazení stálé armády dobrovolnickými jednotkami, předání půdy lidu, postupné předání továren do rukou pracujících a udělení práva sebeurčení utiskovaným národům carského Ruska. Svých cílů chtěla organizace dosáhnout především propagandistickou činností, ale mezi její zbraně patřily i teroristické činy v podobě vražd představitelů moci.
Celá druhá polovina 70. let 19. století byla v Rusku vyplněna řadou teroristických akcí. První velkou akcí, která inspirovala další podobné činy, byla politicky motivovaná vražda policejního náčelníka Trepova. Ten byl zabit Věrou Zasuličovou 24. ledna (podle starého kalendáře) roku 1878. Zasuliučová byla soudem osvobozena i díky sympatiím veřejnosti. To podnítilo vznik mnoha dalších organizací. Většina z nich ovšem nepřežila intervenci státu, která se projevila velkým zatýkáním na konci 70. let. Zatýkání se ale příliš nedotklo organizace Zemlja i volja, ze které se stal největší spolek svého druhu. Oběťmi atentátů této organizace se stal například charkovský gubernátor generál Kropotkin, nebo šéf policie Mezencev.
Hlavním cílem teroristů byl však sám car, Půda a svoboda připravovala tento atentát na rok 1879. Existovalo několik plánů na zabití imperátora, ale jen plán A. K. Solovjova byl podpořen. 2. dubna roku 1879 se Solovjov pokusil o atentát, který ovšem nevyšel. Reakcí státní moci bylo převedení podobných činů pod jurisdikci vojenských soudů, čímž se radikálně zpřísňovaly tresty pro atentátníky.

## Rozkol v organizaci
Po tomto pokusu o atentát na cara se v Půdě a svobodě projevil rozkol. Část přívrženců chtěla soustředit síly na osvětovou a propagandistickou činnost, část viděla východisko v teroristických aktech zaměřených na představitele moci. I když cíle i prostředky k jejich dosažení byly podobné, Zemlja i volja se rozdělila na dvě frakce. Jednou byla organizace Narodnaja volja, druhou pak Černyj pereděl. Narodnaja volja začala zdůrazňovat politické požadavky. Jejich představou bylo, že díky atentátům na státní představitele začne polevovat absolutistický styl vlády a v konečném stádiu svrhnou celý carský režim. V této době začíná Narodnaja volja sebe samu považovat za politickou stranu. Jejím hlavním cílem, kterému podřizovala veškerou svoji snahu, se stala likvidace cara Alexandra II. V roce 1879 a 1880 proběhlo množství pokusů o zavraždění cara, včetně pokusu, při kterém byla nálož trhavin umístěna přímo v Zimním paláci.

## Zabití cara Alexandra II.
Další pokus o odstranění cara byl plánován na 1. března 1881. Před tímto atentátem, který byl úspěšný, bylo zatčeno několik vrcholných představitelů organizace. Byl to A. D. Michailov a později též A. Željabov. Akceschopnost organizace ale nebyla nabourána. Samotný atentát byl proveden hozením bomb na cara projíždějícího v kočáře, přičemž rozmístění vrhačů bomb měla na starosti S. L. Perovskaja. Bombu hodil nejprve Rysakov, pak Griněvickij. Griněvického bomba cara i samotného atentátníka smrtelně zranila.
Atentát přinesl organizaci Narodnaja volja celosvětovou proslulost, ale její cíle ještě splněny nebyly. Nový car Alexandr III. nepokračoval v liberalizačních snahách svého otce, ale navrátil se k zásadám samoděržaví. Perovskaja, Željabov i Mihajlov byli odsouzeni k smrti a popraveni. Narodnaja volja přesunula svoji centrálu do Moskvy, ale do roku 1884 přestala zcela fungovat. „Historie organizace se potom dá také vykládat jako proces degenerace od demokraticky zaměřených požadavků a jejich prosazování různými formami po samoúčelný teror bez širšího kontextu. Teror byl původně zvolen jako nejefektivnější z celé škály prostředků politického boje, ale postupně se z prostředku stával cíl.“